# Incognito (együttes)
Az Incognito egy brit acid jazz együttes. Első albumuk Jazz Funk címmel jelent meg 1981-ben.
Jean-Paul "Bluey" Maunick a zenekar vezetője, énekese, gitárosa, zeneszerzője és lemezkiadója. A zenekarban olyan előadók szerepeltek, mint Linda Muriel, Jocelyn Brown, Maysa Leak, Tony Momrelle, Imaani, Vanessa Haynes, Mo Brandis, Natalie Williams, Carleen Anderson, Pamela (PY) Anderson, Kelli Sae és Joy Malcolm.

## A zenekar története
Az Incognito nevű együttest 1979-ben alapította "Tubbs" Williams & Jean-Paul "Bluey" Maunick, a Light of the World nevű együttes mellékágaként. Ez az együttes jelentős méretű csoport volt, melynek alapító tagjai Breeze Mckrieth, Kenny Wellington és David Baptiste voltak, akiket az amerikai funk zenekarok inspiráltak, mint pl. a Funkadelic. Bluey és Tubbs az Incognito zenekarban folytatta, miközben a Light of the World együttes korábbi tagjaival folyamatosan tartották a kapcsolatot.
Az együttes 1991-ben az Egyesült Királyságban nagy sikert aratott Ronnie Laws Always There című dalának feldolgozásával. A dalban Jocelyn Brown vokálozott. A dal a 6. helyig jutott a kislemezlistán.
A csapat 1992-es slágere a Don't You Worry 'Bout Thing hasonló sikereket ért el, mint az Always There, és a 19. helyig jutott az angol kislemezlistán. A dalhoz különböző remixek készültek Masters at Work, David Morales, Roger Sanchez és Jazzanova által. Több remixalbumot is megjelentettek ezek után.
1994-ben a csapat a Red Hot Organization's album a Stolen Moments: Red Hot + Cool albumon is megjelentek a Trouble Don't Last Always című dallal.
Az album célja az AIDS járványnak az afroamerikai közösséggel kapcsolatos tudatosság növelése és támogatása volt. Az album a Time magazin által az Év albuma jelzőt kapta. 1996-ban a zenekar szintén hozzájárult a Water to Drink című dallal a Red Hot + Rio albumon, melyet szintén a Red Hot szervezet alapított.
A Need to Know című dal szerepelt a Democracy Now! című televíziós műsorban.